# Richard Lamparski
Richard Lamparski (...) è uno scrittore statunitense.

## Biografia
Celebre per aver scritto la serie Whatever Became Of, Manhattan Diary e Hollywood Diary, nei suoi scritti, incentrati sulla vita di molte star di Hollywood, ne racconta retroscena sconosciuti. Ad esempio, riguardo Marilyn Monroe, si sofferma su quando l'attrice fece la spogliarellista nel Mayan theatre di Los Angeles o sul fatto che Stepin Fetchit fu il primo attore nero che riuscì a diventare milionario.

## Opere
- Richard Lamparski Whatever Became Of.....? Volume I.
- Richard Lamparski Whatever Became Of.....? Volume II. (1970)
- Richard Lamparski Whatever Became Of...? vol. III
- Richard Lamparski - Hollywood Diary
- Richard Lamparski - Manhattan Diary